# رالی مونت کارلو ۲۰۱۶
رالی مونت کارلو ۲۰۱۶ (به‌طور رسمی با نام ۸۴امین رالی اتومبیلرانی مونت کارلو شناخته می‌شود) یک رویداد اتومبیل رانی برای خودروهای رالی بود که طی چهار روز بین ۲۱ تا ۲۴ ژانویه ۲۰۱۶ برگزار شد. این رالی هشتاد و چهارمین دوره رالی مونت کارلو و اولین دور از مسابقات رالی قهرمانی جهان ۲۰۱۶، WRC-2 و WRC-3 بود.